# Abdelkader Larbi Bouamrane
Pour les articles homonymes, voir Bouamrane.
Abdelkader Larbi Bouamrane (en arabe : عبد القادر لعربي بوعمران) est un footballeur algérien né le 5 décembre 1977 à Miliana dans la wilaya d'Aïn Defla. Il évoluait au poste de défenseur.

## Biographie
Il évolue en première division algérienne avec son club formateur, le CA Bordj Bou Arreridj, le MC Alger, le NA Hussein Dey et enfin au CA Batna.

## Palmarès
MC Alger
- Championnat d'Algérie D2 (1) :
  - Champion Gr. Centre-Ouest : 2002-03.